# Кориље
Кориље (алб. Korilë) је насеље у општини Звечан, Косово и Метохија, Република Србија. Село је оскудно водом. Она се употребљава с бунара и са извора Водице, а лети се доноси са Стублине која је под Видовим Брдом. У осоју Видова Брда је „кладенац“ Бара, на који се поји стока. Кроз село периодично тече поток Бубан. На основу података из летописа школе може се утврдити да је на овим просторима прва школа почела са радом 1914. године у селу Кориље у сеоском хану. Током Првог светског рата школа је прекидала са радом да би настава поново била организована 1919. године у приватној кући. Током наредне године изграђена је зграда са две учуионице и станом за учитеља. У почетку је постојало само једно одељење са ђацима из Кориља, Звечана, Матице и Житковца, а касније су долазили ђаци и из других села.

## Географија
Горња Кориља је на источном присоју Видова Брда и по косама које су са леве стране потока; има кућа и по странама Дољанске Крчевине. Њиве су око кућа на местима Преслу, Орницама, Присоју, Великој Њиви, Малој Њиви, Крчевини; испаше су у Шабанову Лазу, Старом Селу, Дугачким Ливадама, Ибровој Ливади и код Чабранских Бара.

## Историја
Око 1316. године краљ Милутин дао је село Горње Кориље, са својим засеоцима, манастиру Бањсци. Црквица, посвећена Малом Спасовдану, подигнута је на темељима старе порушене црквице у старом сеоском гробљу. Ту је и садашње гробље за Горње Кориље, Доње Кориље и за Матицу.

## Порекло становништва по родовима
У селу су ови родови:
- Кулизе, Соврлићи, Врбљани, сада Јанићијевићи (5 кућа), Радовићи (4 куће), слава краљ Дечански, предак из колашинског Бурлата, неко време био у насељу Врби код колашинског села Лучке Ријеке, па отуда прадед дошао у Горње Кориље, а у Врби су остали одељаци Соврлићи. По предању старином су из пештерских Корита код Новог Пазара.
- Млађовићи, Младеновићи (9 кућа)., Васићи (8 кућа)., Миловићи (2 куће), слава Ђурђиц, су из племена Дробњак из колашинских Брњака, дошли у село Матицу, па пред крај прошлога века прешли Кориље; Недељковићи у Матици и Несторовићи у Житковцу су од њих.
- Караџићи, Ђеловићи и Анђелковићи (7 кућа), Матковићи (5 кућа), слава Св. Никола, прешли из Матице, старином из Свињарева на Косову у коме и сада има Ђеловића.
- Гвоздић, (1 кућа), су од Гвоздића у Доњем Кориљу.
- Радовановићи, Тимотијевићи (2 куће), Радуловићи (3 куће), слава Св. Стефан, су досељени однекуд од Пећи (нису рођаци са Петковићима иако имају исту славу).

## Доње Кориље
Доње Кориље или Гвоздићи је између Матичиног Крша, Мајдана и Осоја.

### Географија
Куће су скупљене по родовима, поређане поред главног пута који води из Великог Звечана за Горњу Кориљу. Најнижа група кућа је непосредно до Великог Звечана. Њиве су на местима која се називају: Равна, Крчевине, Бежанија, Букоровина, Чукарак, Бања и Караула.

### Воде
Вода се употребљава с бунара, који пресушује, па се тада захвата на чесми код школе у Великом Звечану и на „кладенцима“ у Горњој Кориљи. Стока се поји на Ибру. Кроз село протичу Кориљачка Река, Матички Поток, Лужњачки Поток, Мицин Поток и Оџин Поток.

### Историја Доњег Кориља
У потесу је старо гробље. У њивама Милетића има гроб непознате личности. Данашње гробље је у Горњем Кориљу, па се тиме потврђује, да је становништво Горње Кориље старије од Доње. У селу се вади камен у „мајдану“ за зидање зграда и за надгробне споменике.

### Порекло становништва Доњег Кориља
Порекло становништва по родовима:
- Караџићи, Живковићи, (6 кућа), Аксентијевићи (2 куће), слава Св. Никола, су досељени из Свињарева на Косову; Аксентијевићи су били 1880. године у Теочину у Топлици, па се повратили.
- Гвоздићи (7 кућа), слава Ђурђевдан, прекађују св. Илију, су Колаци из племена Дробњак, предак дошао из колашинске Пресеке.
- Милетићи, Козаревци (8 кућа), су од Милосављевића у Козареву.
- Тимотијевићи (2 куће), Радовановићи (3 куће), Адамовићи (4 куће), слава Св. Стеван, су досељени однекуд од Пећи, старином од Пламенаца у Црној Гори; од њих су Тимотијевићи у Горњем Кориљу.
- Милутиновића, 3 куће, Петровић, 1 кућа, су од Васића у Горњем Кориљу, дед дошао као терзија од Брњака у Колашину.
- Јанићијевић, 1 кућа, од Врбљана, Јанићијевића у Горњем Кориљу.

## Демографија
Према проценама из 2009. године које су коришћене за попис на Косову 2011. године, ово насеље је имало 1572 становника, већина Срби.
| Година       | 1948 | 1953 | 1961 | 1971 | 1981 | 1991 | 2011  |
| ------------ | ---- | ---- | ---- | ---- | ---- | ---- | ----- |
| Становништво | 456  | 490  | 439  | 932  | 915  | 854  | 1.572 |

|  |

## Становништво
| Етнички састав према попису из 1961.‍ | Етнички састав према попису из 1961.‍ | Етнички састав према попису из 1961.‍ | Етнички састав према попису из 1961.‍ | Етнички састав према попису из 1961.‍ |
| ------------------------------------ | ------------------------------------ | ------------------------------------ | ------------------------------------ | ------------------------------------ |
|                                      |                                      |                                      |                                      |                                      |
| Срби                                 | Срби                                 |                                      | 438                                  | 99,77%                               |
| Црногорци                            | Црногорци                            |                                      | 1                                    | 0,23%                                |
| Укупно: 439                          |                                      |                                      |                                      |                                      |

| Етнички састав према попису из 1971.‍ | Етнички састав према попису из 1971.‍ | Етнички састав према попису из 1971.‍ | Етнички састав према попису из 1971.‍ | Етнички састав према попису из 1971.‍ |
| ------------------------------------ | ------------------------------------ | ------------------------------------ | ------------------------------------ | ------------------------------------ |
|                                      |                                      |                                      |                                      |                                      |
| Срби                                 | Срби                                 |                                      | 899                                  | 96,4%                                |
| Црногорци                            | Црногорци                            |                                      | 16                                   | 1,72%                                |
| Муслимани                            | Муслимани                            |                                      | 10                                   | 1,07%                                |
| Албанци                              | Албанци                              |                                      | 3                                    | 0,32%                                |
| Хрвати                               | Хрвати                               |                                      | 1                                    | 0,11%                                |
| Укупно: 932                          |                                      |                                      |                                      |                                      |

| Етнички састав према попису из 1981.‍ | Етнички састав према попису из 1981.‍ | Етнички састав према попису из 1981.‍ | Етнички састав према попису из 1981.‍ | Етнички састав према попису из 1981.‍ |
| ------------------------------------ | ------------------------------------ | ------------------------------------ | ------------------------------------ | ------------------------------------ |
|                                      |                                      |                                      |                                      |                                      |
| Срби                                 | Срби                                 |                                      | 895                                  | 97,8%                                |
| Црногорци                            | Црногорци                            |                                      | 11                                   | 1,20%                                |
| Муслимани                            | Муслимани                            |                                      | 5                                    | 0,55%                                |
| Југословени                          | Југословени                          |                                      | 3                                    | 0,33%                                |
| Укупно: 915                          |                                      |                                      |                                      |                                      |